# یواس‌اس ریچموند (۱۷۹۸)
یواس‌اس ریچموند (۱۷۹۸) (به انگلیسی: USS Richmond (1798)) یک کشتی بود.